# Ильчебага
Ильчебага (тат. Илчебага, Курты) — деревня в Усть-Ишимском районе Омской области. Входит в состав Ярковского сельского поселения.

## История
По переписи 1897 года проживало 255 человек, из них 246 татар и 5 бухарцев.
Основана в 1400 году. В 1928 года состояла из 97 хозяйств, основное население — бухарцы. Центр Ильчибагского сельсовета Усть-Ишимского района Тарского округа Сибирского края.

## Население
| 1926 | 2010 |
| ---- | ---- |
| 426  | ↘297 |